# Józef Kuczman
Józef Kuczman (ur. 1911, zm. 1993) – polski artysta ludowy związany z Rzeczycą Okrągłą; autor pomnika Adama Mickiewicza tamże.   

## Życiorys i działalność artystyczna
Urodził się pod Sanokiem, swoją młodość spędził w Przemyślu, gdzie pracował w znanej odlewni dzwonów braci Felczyńskich, jednocześnie pobierał lekcje malarstwa u Stanisława Kwisa. W czasie pobytu i pracy w Przemyślu poznał przyszłą żonę, Marię Kusińską z Rzeczycy Długiej, z którą ożenił się w 1939 r. Gdy wybuchła II wojna światowa, zmobilizowany jako „absolwent” 12 Pułku Artylerii Lekkiej, garnizonu w Złoczowie, przeszedł szlak bojowy wraz ze swoim oddziałem na wschodnie tereny Polski, gdzie po kapitulacji Armii Kraków został wzięty do niewoli rosyjskiej. Przebywał w obozie jenieckim w Starobielsku, uciekł z niewoli i wrócił do Rzeczycy Okrągłej. Został wywieziony przez Niemców na roboty przymusowe do Austrii, po powrocie w 1942 pracował we własnym gospodarstwie rolnym. By utrzymać rodzinę, zaczął malować własne obrazy oraz kopie znanych obrazów i portretów. Dodatkowe dochody uzyskiwał też z budowania nagrobków cmentarnych, głównie na cmentarzu w Woli Rzeczyckiej i Radomyślu. 

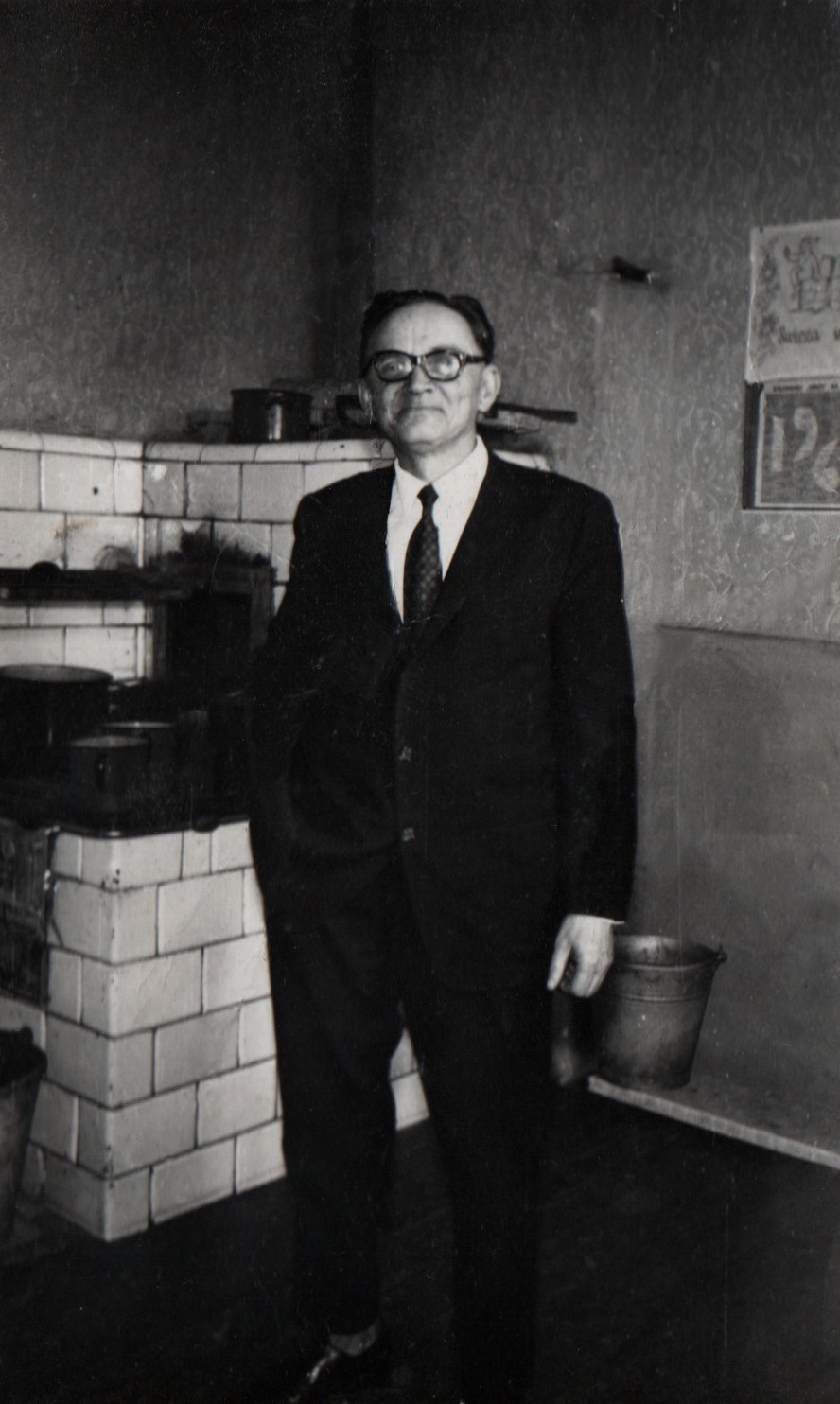
Józef Kuczman w domu

Najbardziej znane obrazy namalował dla kościoła parafialnego w Woli Rzeczyckiej – zostały umieszczone w feretronach procesyjnych. W okresie wojny (1944) namalował obraz Uciszenie burzy na morzu – symbol wojny, znak ufności w opiekę Zbawiciela w okresie wojny. W jego dorobku znalazły się również inne obrazy, m.in.: Święty Andrzej Bobola, Chrystus przy słupie, Golgota, Matka Boska Częstochowska.
Największym dokonaniem artysty jest jednak pomnik poświęcony Adamowi Mickiewiczowi.  
Jest prawdopodobnie jedynym w Polsce stojącym we wsi pomnikiem Adama Mickiewicza.   
Miał troje dzieci, córki Zofię, Helenę i syna Kazimierza.

## Odznaczenia
Za osiągnięcia artystyczne, m.in. wykonanie pomnika poety, otrzymał od władz państwowych Srebrny Krzyż Zasługi. Pod koniec życia został odznaczony Krzyżem Kawalerskim Orderu Odrodzenia Polski.